# Haardtkopf (Hunsrück)
Der Haardtkopf  ist mit 658 m ü. NHN die höchste Erhebung des Haardtwaldes im Hunsrück.
Der Gipfel befindet sich auf der Gemarkung von Veldenz im Landkreis Bernkastel-Wittlich
in Rheinland-Pfalz. Nahe gelegene Orte sind Gornhausen, etwa einen Kilometer nordwestlich gelegen, und Elzerath in der Gemeinde Morbach, etwa einen Kilometer südöstlich des Gipfels.
Aus geologischer Sicht handelt es sich beim Haardtkopf um einen Härtling aus Quarzitgestein. Der Gipfelbereich ist gänzlich von Wald, vorwiegend von Nadelwald bewachsen. Ein Ausblick über den Hunsrück ist somit nicht möglich. Über mehrere Forststraßen ist der Gipfel leicht zugänglich.
Etwa 500 Meter südwestlich des Gipfels liegt der 136 Meter hohe abgespannte Sender Haardtkopf, ein Sendemast des Südwestrundfunks.